# Окулов, Александр Фёдорович
Алекса́ндр Фёдорович Оку́лов (12 сентября 1908, Котельничский уезд, Вятская губерния — 6 октября 1993, Москва) — советский и российский философ

, специалист по истории марксистской философии, атеизму и социальной философии. Доктор философских наук, профессор. Один из авторов «Атеистического словаря».

## Биография
Родился в деревне Выползово.
Окончил Коммунистический институт журналистики (1937), аспирантуру АОН по кафедре истории философии. (1950).
В 1930—1940-е гг. работал редактором газеты политического отдела МТС в Азово-Черноморском крае, редактором областной и краевой газеты на Дальнем Востоке, секретарём Сахалинского обкома и Хабаровского крайкома партии.
Заместитель директора ИФ АН СССР (1951—1964). В 1961—1962 гг. — главный редактор журнала «Вопросы философии». С 1964 по 1978 г. — директор Института научного атеизма.
В 1958 году в Институте философии АН СССР защитил диссертацию на соискание учёной степени доктора философских наук по теме «Борьба В. И. Ленина против философских основ реформизма и ревизионизма»
Основные направления исследований: история философии в советском обществе и зарубежной философии; философское и атеистическое наследие В. И. Ленина, проблемы современного клерикализма, социально-философские и социологические проблемы религиоведения.
Участвовал в создании коллективных научных трудов: «История философии» (в 6 т.), «История философии народов СССР», сб. «Вопросы научного атеизма», «Научно-атеистической библиотеки», учебника «Научный атеизм» (4-е изд., 1978) и др.

## Научные труды

### Монографии
- Борьба Ленина и Сталина за теоретические основы марксистской партии. М., 1951;
- О книге В. И. Ленина «Материализм и эмпириокритицизм». М., 1953;
- В. И. Ленин об идейных истоках и классовой сущности социал-демократизма. М., 1954;
- Великое философское произведение творческого марксизма (к 50-летию выхода в свет книги В. И. Ленина «Материализм и эмпириокритицизм»). М., 1959 [в соавт. с В. В. Мшвениерадзе ]
- Борьба В. И. Ленина против философии реформизма и ревизионизма. М., 1959;
- Советская философская наука и её проблемы. Краткий очерк. М., 1976;
- Научное мировоззрение и атеистическое воспитание. М., 1976;
- Социальный прогресс и религия. М., 1982;
- Ленинское атеистическое наследие и современность. М., 1986.

### Статьи
- Борьба Г. В. Плеханова против неокантианской ревизии марксизма // Вопросы философии. — 1956. — № 6.
- Борьба В. И. Ленина против ревизионизма, за чистоту марксистской теории // Вопросы философии. — 1958. — № 2.
- Окулов А. Ф. За глубокую научную разработку современных проблем атеизма // Вопросы научного атеизма. Вып. 1 / Редкол. А. Ф. Окулов (отв. ред.) и др.; Акад. обществ. наук ЦК КПСС. Ин-т научного атеизма. — М.: Мысль, 1966. — С. 7—35. — 472 с. — 25 000 экз.
- Окулов А. Ф. Социальный прогресс и религия // Вопросы научного атеизма. Вып. 4. Победы научно-атеистического мировоззрения в СССР за 50 лет / Акад. обществ. наук ЦК КПСС. Ин-т научного атеизма. — М.: Мысль, 1967. — С. 445—453. — 463 с. — 22 000 экз.
- Окулов А. Ф., Угринович Д. М. Проблемы философии религии на XIV Международном философском конгрессе в Вене // Вопросы научного атеизма. Вып. 7 / Редкол. А. Ф. Окулов (отв. ред.); Акад. обществ. наук ЦК КПСС. Ин-т научного атеизма. — М.: Мысль, 1969. — С. 406—412. — 471 с. — 17 000 экз.
- Окулов А. Ф. В. И. Ленин и некоторые современные проблемы теории научного атеизма // Вопросы научного атеизма. Вып. 8. Ленинское атеистическое наследие и современность (к 100-летию со дня рождения В. И. Ленина) / Отв. ред. А. Ф. Окулов; Акад. обществ. наук ЦК КПСС. Ин-т научного атеизма. — М.: Мысль, 1969. — С. 24—41. — 380 с. — 17 000 экз.
- Окулов А. Ф., Угринович Д. М. VΙΙ Международный социологический конгресс. Проблемы социологии религии // Вопросы научного атеизма. Вып. 12 / Редкол. А. Ф. Окулов (отв. ред.) и др.; Акад. обществ. наук при ЦК КПСС. Ин-т научного атеизма. — М.: Мысль, 1971. — С. 325—342. — 415 с. — 16 700 экз.
- Окулов А. Ф. Ленинская программа воинствующего материализма и атеизма // Вопросы научного атеизма. Вып. 13 / Редкол. А. Ф. Окулов (отв. ред.) и др.; Акад. обществ. наук при ЦК КПСС. Ин-т научного атеизма. — М.: Мысль, 1972. — С. 49—62. — 455 с. — 16 000 экз.
- Окулов А. Ф. Современный человек и религия // Вопросы научного атеизма. Вып. 17 / Редкол. А. Ф. Окулов (отв. ред.); Акад. обществ. наук ЦК КПСС. Ин-т научного атеизма. — М.: Мысль, 1975. — С. 21—37. — 399 с. — 18 300 экз.
- Окулов А. Ф. Развитие массового атеизма и проблемы преодоления религии в социалистическом обществе // Вопросы научного атеизма. Вып. 20. Актуальные проблемы истории атеизма и религии / Редкол. А. Ф. Окулов (отв. ред.); Акад. обществ. наук ЦК КПСС. Ин-т научного атеизма. — М.: Мысль, 1976. — С. 213—225. — 327 с. — 19 200 экз.

## Комментарии
1. ↑  Деревня Выползово, относившаяся к Соболевской, в 1920-е годы — к Троцкой волости Котельничского уезда, в последующем входила в состав Тюменского сельсовета Макарьевского района, с 1965 года — Киселевского сельсовета Котельничского района Кировской области; упразднена 22.02.1982[1].